# Abies densa
Abies densa (ялиця бутанська) — вид ялиць родини соснових.

## Поширення, екологія
Країни проживання: Бутан; Китай (Тибет); Індія (Аруначал-Прадеш, Ассам, Дарджилінг, Сіккім); Непал. Росте у високих горах східних Гімалаїв, від 2450 м до 4000 м над рівнем моря, на скелястих, часто крутих схилах в хмарному поясі, де він росте на різних альпійських літозолях. Клімат різко вологий, з мусонами і річною кількістю опадів понад 2000 мм. Літо відносно тепле, зима холодна на великих висотах і приносить рясні снігопади. Зустрічається в широкому діапазоні висот від змішаного листопадно-хвойного лісу на більш низьких висотах до лісів з Betula utilis на лінії дерев. Листяними деревами є наприклад Acer caudatum, Acer pectinatum, Prunus, Sorbus і багато великих видів роду Rhododendron. Більшість з них зникають вище 3000 м, щоб звільнити місце для хвойних. Picea spinulosa і Tsuga dumosa зустрічаються зазвичай в поясі нижче Abies; Larix griffithii та / або Juniperus squamata над ним, останні на лінії дерев.

## Морфологія
Дерево до 60 м у висоту і 250 см діаметра на рівні грудей, як правило, з прямим стовбуром і пірамідальною або стовпчастою кроною, яка вирівнюється з віком. Кора лущиться, сіра, стає тріщинуватою і грубо пластинчастою з віком. Листки розміром (1.5)2–4(5) см × 1,5–2,5 мм, лінійні, плоскі. 
Пилкові шишки довжиною 2–4,5 см, жовті з фіолетово-синіми мікроспорофілами. Насіннєві шишки бічні, прямостоячі, сидячі, циліндричні, розміром 8–12 × 4–5,5 см, фіолетово-сині, коли зрілі дуже темно-фіолетові, коричневі, коли розкриваються. Насіння розміром 8 × 4 мм з мм з коричневими крилами розміром 10 × 5 мм.

## Використання
Використовується в будівництві, зокрема, для внутрішніх робіт, таких як дошкові підлоги, стелі, сходи, в той час як черепиця використовуються для покрівлі. Цей вид був введений в Європі порівняно недавно з Бутану, Непалу і Сиккіма. Він як і раніше рідкість в садах і парках, хоча має привабливі, дуже білі листя з низу і глибокого пурпурно-сині, майже чорні насіннєві шишки. Безсумнівно, вимагає достатньо опадів, судячи з природного середовища існування.

## Загрози та охорона
Немає великих загроз для цього виду. Цей вид зустрічається в кількох охоронних територіях.